# Hồng Cương
Hồng Cương (chữ Hán giản thể: 红岗区, âm Hán Việt: Hồng Cương khu) là một quận thuộc địa cấp thị Đại Khánh, tỉnh Hắc Long Giang, Cộng hòa Nhân dân Trung Hoa. Quận Hồng Cương có diện tích 812 km², dân số 130.000 người. Mã số bưu chính của quận Hồng Cương là 163511. Quận Hồng Cương được chia thành 5 nhai đạo, 1 hương. Các đơn vị này được chia thành 25 ủy ban xã khu cư, 10 thôn hành chính. 
- Nhai đạo biện sự xứ: Hồng Cương, Giải Phóng, Bát Bách Thưởng, Sáng Nghiệp, Hạnh Nam.
- Hương: Hạnh Thụ Cương.